# Workania.hu
A Workania.hu Magyarország egyik internetes állásportálja. Az oldal 2006-ban indult, működtetője a szlovák Profesia, spol. s r.o., melynek tulajdonosa a finn Alma Media médiacsoport. Testvérportálokkal rendelkezik Szlovákiában (Profesia.sk), valamint Csehországban (Profesia.cz).
Az oldalon az álláskeresők szabadon kereshetnek az aktuális álláshirdetések között, jelentkezhetnek a meghirdetett pozíciókra, és csatolhatják önéletrajzukat a cv-adatbázishoz. A munkaadó cégek állásajánlatokat hozhatnak létre, kezelhetik a bejövő pályázatokat, és hozzáférést kapnak az önéletrajzokhoz. A Workania működteti a Fizetesek.hu internetes bérfelmérést.

## Története
A Workania.hu a Szlovákiában mára piacvezetővé vált Profesia.sk állásportál mintájára jött létre, amit az ui42 szoftverfejlesztő cég indított el 1997-ben. Az önálló Profesia vállalat 2000-ben jött létre Pozsonyban, a SAEF szlovák–amerikai befektetői alap segítségével.
2005-ben a céget megvásárolta a Northcliff International magyarországi leányvállalata, a győri székhelyű Lapcom Kft., a Kisalföld és a Délmagyarország kiadója. A brit anyavállalat a Daily Mail and General Trust plc (DMGT) médiacsoport tagja, amely többek között a The Daily Mail, a The Daily Telegraph, illetve a The Sunday Times kiadója.
Egy évvel később elindult Magyarországon a Workania.hu, amely az első évében ingyenesen kínálta szolgáltatásait a munkaadók számára.
A cég 2007-ben belépett a cseh internetes álláspiacra is.
2008-ban elindult a Fizetesek.hu (eredeti nevén Merces.hu) internetes bérfelmérés, amely a munkavállalóknak és a munkaadóknak kínál fizetési összehasonlításokat és elemzéseket. A folyamatosan frissülő adatbázis mára egy nemzetközi, Közép-Európában, a Balkánon, a Balti államokban, valamint Finnországban működő bérfelmérés tagja.
2012 novemberében a teljes vállalat új, 100%-os tulajdonosa a finn Alma Media cégcsoport lett, amely Európa több országában működtet sikeres állásportálokat.

## Díjak, elismerések
A Workania.hu 2012-ben elnyerte a Business Superbrand díjat.